# Владислав Варненчик (квартал)
Вижте пояснителната страница за други значения на Владислав Варненчик.
„Владислав Варненчик“ (наричан още „Владиславово“) е квартал на Варна, в неговата най-западна част с надморска височина от 190 метра. Той е най-големият квартал в Североизточна България.
Населението на Владиславово е около 70 000 души – 20% или повече от една пета от жителите на гр. Варна. В него преобладават и подквартал "Кайсиева Градина" и местност "Ментешето". Изграден е в близост до Летище Варна. Граничи с гр. Аксаково. Разполага с ДКЦ, хипермаркети „Кауфланд“, "Лидъл" и Джъмбо, супермаркети, пощенски клон, училища, детски градини. Свързва се с центъра с тролейбусни линии 82, 88 и 83, както и множество автобусни (14, 14А, 20, 22, 41, 118, 118А, 148 и 209, 209 Бърз (само летен).

## Географска характеристика

### Географско положение
Район „Вл. Варненчик“ се намира в западната част на Община Варна, при граници: на изток – територия на р-н „Младост“, община Варна и землище на с. Каменар, община Варна; на запад – землище на гр. Аксаково, Варненска област и землище на с. Тополи, община Варна; на север – землищна граница на с. Яребична, община Аксаково и на юг – Варненско езеро и граница с р –н „Младост“, община Варна. Релефът на територията на р-на е разнообразен, пресечен от три големи дерета: „Балъм дере“, „Налбанка“ и „Елен дере“. Средната надморска височина на р-на е около 155 м над морското равнище. Общата площ на територията на р-на възлиза на 1986,5 хектара, в това число:
- Урбанизирани територии – 927,9 х-ра;
- Земеделски територии-586,6 х-ра;
- Горски територии – 337,7 х-ра;
- Водни площи (вкл. част от Варненското езеро) – 46,5 х-ра;
- Територии на транспорта – 88,4 х-ра.

### Промишленост
Обособени промишлени и производствени зони: част от Западна промишлена зона; Производствена зона „планова“,
Зона за обслужващи дейности в ж.к. „Вл. Варненчик „, МР-1 /бивш стопански двор/. По-големи фирми: „Метал“АД; Авангард-ДХ“ЕООД, Миг-Маркет“ЕООД, „Димят“-АД, „Чайка“-АД, „Варненско пиво“-АД, „Делта-България“-АД, „Топлофикация“ АД, „Промишлена енергетика“ АД, Елподстанция „Максуда“, Пречиствателна станция „Максуда“.
– Разпределителни проводи и съоръжения:
Газопровод – трасе от ГРС м. „Ментеше“ до „Топлофикация“ АД – 2600 м
Водопроводи:Харамийски водопровод – ф 300 – 2600 м Китка – Варна – ф 1600 – 2600 м Девня – Варна – І-етап
 – ф 546-2400мДевня – Варна-ІІ-етап – ф 1200 – 2400 м Девня – Варна-/Руски/ – ф 1420 – 2400 м Ел. проводи 20 КV – Ел. подстанция „Север“ – гр. Суворово – 2000 м. Ел. провод 20 КV – м. „Ментеше“ – 1500 м.
Земеделски територии – обща площ 586,6 х-ра вкл. Обработваеми земи, разсадник в м. „Налбанка“, дерета и др.
Транспорт и комуникации. Основни пътни артерии, преминаващи през р-на: Автомагистрала „Хемус“; третокласен път Варна – София /ГП-4/; Крайезерен път Варна – Девня; продължение на бул. „Цар Освободител“.

## Обща икономическа характеристика
Най-младият район на Община Варна – Район „Владислав Варненчик“, обособен през 1986 г., отдавна има свой облик. На мястото на скътаното в подножието на Франгенското плато селце, днес се извисява жилищен комплекс с население 49 600 жители. След приемането на закони, с които се възстановяват частни имоти в междублоковите пространства, в Район „Владислав Варненчик“ се създават условия за активизиране строителството на търговски и обслужващи обекти и на жилищни сгради, а с възстановяването на земеделските земи се активизира строителството за производствени и складови дейности. В паркоустройствената зона на Район „Владислав Варненчик“ има действащ план, който се прилага съгласно предвижданията – за търговия, атракция и спорт. Проектът за ПЗ „Метро“ е в процедура на обявяване с предвиждане за предимно производствени дейности. За местност Боклуктарлъ, западно от ІІ микрорайон и местност Караулницата е възложено проектиране за производствена и складови дейности. Проектирането в междублоковите пространства ще бъде реализирано с активното участие на собствениците на възстановените имоти. Приети и одобрени със заповед на Областния управител са плановете на новообразуваните парцели за селищни образувания „Ментеше“ и „Балъм дере“, като предстои процедура по прилагането им. Предстои прилагането и на ПРЗ на ЗПЗ, актуализиран през 2004 г. С новата структура на Дирекция „УТ“ в Район „Владислав Варненчик“ ще се въведе строг контрол по незаконното строителство.

## История
Преди да стане част от Варна, кварталът е бил село. Възникването му датира от османско време. Тогава се е наричало Паша, а по-късно – Пашаегид. След Освобождението името на селото се изписва като Паша-Кьой и тук се заселват бежанци от Беломорска Тракия. Названието произлиза от думата турската дума „паша“, която означава висш военен началник или управител на област. Първият кмет на селото е Андон Ковачев. През по-късните години близостта до града привлича и хора от северните райони на областта към селото.
През 1910 година за населеното място е предложено ново име – Владислав. Мотивът е, че селото се намира на мястото на битката при Варна и заслужава да е кръстено на полския крал Владислав Варненчик, загинал в сражението през 1444 година. В крайна сметка, селото получава името Владиславово след утвърждаване през 1931 година. Слято е с Варна през април 1975 година. През 1975 и 1976 г. са построени първите панелни блокове. Според тогавашната градоустройствена стратегия, Варна е трябвало да се развива на запад, поради съсредоточаването на промишлеността основно в Девня. До началото на 80-те години на ХХ век са завършени повечето блокове с номера от 1 до 36. До средата на 80-те са построени основно сградите, чиито номера започват с 300 и 400. Кайсиева градина (блокове, започващи с 200) е построена на част от мястото на изоставена поради старост кайсиева градина, откъдето идва и името на микрорайона. Всички блокове там са построени от 1984 до 1988 г.
С малки изключения, район „Владислав Варненчик“ е придобил сегашния си вид до 1990 г. След това са построени само няколко, къщи, училището в Кайсиева градина и няколко пазарчета. Изградени от едноетажни магазини и заведения с леки конструкции. През 1986 г. „Владислав Варненчик“ е обособен в отделен район.

## Демографска характеристика
Район „Владислав Варненчик“ е обособен през 1986 г. Към месец февруари 2008 г. на територията на район „Владислав Варненчик“ с постоянен адрес живеят 47 600 жители. По настоящ адрес на територията на района са записани 49 197 жители.
Структура на населението по възраст и пол:
| Пол  | 0 – 4 г | 5 – 9 г. | 10 – 14 г | 15 – 19 г | 20 – 49 г | 50 – 59 г | Над 60 г |
| Мъже | 1040    | 769      | 331       | 1185      | 12176     | 4066      | 3711     |
| Жени | 974     | 736      | 293       | 1095      | 12094     | 4523      | 3920     |

Населението от малцинствен произход е приблизително 10 % според последното направено преброяване от 2007 г.

## Инфраструктура

### Транспортни връзки
Автобусен транспорт: 
14 – сп. „Почивка“ - Севастопол - Център - Колхозен Пазар - Младост - Кайсиева Градина - Владиславово 
20 – Ж.П. Гара - Басейна - Червен Пл-д - Победа - Владиславово 
22 – Ж.П. Гара - Центъра - Елпром - Владиславово 
41 – Ж.П. Гара - Център - Младост - Кайсиева Градина - Владиславово 
118 – сп. „Почивка“ - Oкръжна Б-ца - Младост - Владиславово (Обръщач „Газостанция“)
118А – сп. „Почивка“ - Oкръжна Б-ца - Младост - Владиславово - Гробищен парк Тополи (с отделни курсове за с. Тополи и с. Казашко) 
148 – сп. „Почивка“ - Център - Възраждане - Владиславово 
209 – сп. „Почивка“ - Мед. Комплекс (Терапията) - ХЕИ - Победа - Възраждане - Владиславово 
Допълнителни автобусни линии:
122 – Владиславово - Центъра - КРЗ „Одесос“ (в определени часове за работническия трафик, пропуска спирки КАТ, Школа МВР, Радиозавод, ВАМО, Борсата, Иван Рилски, Родина, Патриарх Евтимий)
209Бърз – Владиславово - Възраждане - Победа - к.к. Зл.пясъци (линията се обслужва само през летния сезон)
Тролейбусен транспорт:
82 – Ж.П. Гара - Нептун - Младост - Владиславово
83 – Ж.П. Гара - Нептун - Младост - Възраждане - Владиславово (в сила от 13.01.2025г.)
88 – Аспарухово - Нептун - Младост - Възраждане - Владиславово

## Забележителности
- Парк-музей „Владислав Варненчик“. Мавзолеят е посветен на битката при Варна на 10 ноември 1444 г., изграден в центъра на някогашното бойно поле.
- Параклис „Свети Мина“
- Параклис „Св. св. Константин и Елена“ в местността Ментеше